# Ori and the Blind Forest
Ori and the Blind Forest – gra komputerowa należąca do gatunku metroidvania, wyprodukowana przez Moon Studios i wydana przez Microsoft Studios 11 marca 2015 roku na platformy Microsoft Windows oraz Xbox One. W 2016 ukazała się wersja rozszerzona gry, Ori and the Blind Forest: Definitive Edition, która została wydana na platformy Windows, Xbox One oraz Nintendo Switch.

## Rozgrywka
Akcja gry osadzona jest w otwartym dwuwymiarowym świecie. Gracz przejmuje kontrolę nad Orim, białym duszkiem opiekuńczym, potrafiącym biegać po ścianach i strzelać tzw. „płomieniami duszy”. W celu popchnięcia fabuły naprzód postać musi przemieszczać się pomiędzy platformami i rozwiązywać łamigłówki, jak również pokonywać wrogów stojących na drodze do uzdrowienia lasu. Towarzyszem Oriego jest Sein – duch leśnego drzewa.
Gracz może zapisywać grę w rozsianych po świecie punktach kontrolnych, jak również używać w tym celu tworzonych własnoręcznie „soul links”. Drugi sposób zapisu wymaga jednak wykorzystania zbieranych podczas rozgrywki komórek energii, które nie występują w dużych ilościach, co wymaga przemyślanego tworzenia „soul links”. W miejscach takich nabyć można również profity i ulepszenia, zapewniające chociażby zwiększenie obrażeń zadawanych przez płomień duszy, o ile postać zgromadziła odpowiednią ilość punktów umiejętności. Punkty takie otrzymuje się w momencie, kiedy Ori zgromadzi wystarczająco dużo doświadczenia za pokonywanie przeciwników i niszczenie rozsianych po świecie roślin. Dostęp do bardziej zaawansowanych umiejętności z danego drzewka staje się dostępny dopiero w momencie wykupienia trzech poprzedzających.

## Fabuła
Podczas burzy w lesie Nibel nowo narodzony duszek opiekuńczy Ori spada z Drzewa Dusz. Zostaje zaadoptowany przez istotę imieniem Naru, która wychowuje go jak własnego syna. Jakiś czas później w lesie dochodzi do kataklizmu, w wyniku którego zostaje on zniszczony, co prowadzi do śmierci Naru. Osierocony Ori, nie mając powodów, żeby zostać w miejscu, w którym się wychował, wyrusza w głąb lasu, gdzie z wyczerpania umiera pod Drzewem Dusz, ale zostaje przez nie przywrócony do życia. Niedługo później spotyka Seina, który zostaje jego przewodnikiem. Razem wyruszają w podróż mającą na celu odzyskanie trzech świateł, utrzymujących równowagę w lesie żywiołów – wody, wiatru i ognia – co pozwoli przywrócić Nibel do stanu sprzed kataklizmu.

## Produkcja
Gra została stworzona przez niezależne Moon Studios, nieposiadające siedziby, a którego członkowie rozsiani są po całym świecie. Rok po rozpoczęciu produkcji prawa do gry nabyło Microsoft Studios, które zostało również jej wydawcą. Fabuła gry, przez twórców opisywana jako opowieść o wchodzeniu w dorosłość, zainspirowana została Królem lwem i Stalowym gigantem. W grze znaleźć można również inspiracje twórczością Hayao Miyazakiego, w tym przede wszystkim Nausicą z Doliny Wiatru, w stronę której ukłonem jest poziom Valley of the Wind (Dolina Wiatru). Inspiracją dla rozgrywki były serie Rayman i Metroid.

## Odbiór
Gra spotkała się z bardzo pozytywnym odbiorem zarówno krytyków, jak i graczy. Najczęściej chwalonymi elementami były rozgrywka, oprawa wizualna, fabuła, sekwencje akcji i projekt środowiska. Współzałożyciel Moon Studios, Gennadiy Korol, stwierdził, że w kilka tygodni po premierze gra zaczęła przynosić twórcom dochód, z kolei wydawcy już w pierwszym tygodniu dystrybucji.

## Kontynuacja
Podczas Electronic Entertainment Expo w 2017 roku zapowiedziano wydanie kontynuacji, zatytułowanej Ori and the Will of the Wisps. Gra miała premierę 11 marca 2020 roku.